# 나나사토촌 (사이타마현 히키군)
나나사토촌(七郷村)은 사이타마현 히키군에 일찍이 존재했던 촌이다. 현재의 란잔정 북부에 해당한다.

## 역사
- 1889년 4월 1일 - 정촌제 시행에 의해 히키군 나나사토촌이 성립하였다.
- 1955년 4월 15일 - 란잔촌과 합병해, 란잔정을 신설해 소멸하였다.